# Tòa thượng phụ Lisboa
Tòa thượng phụ Lisboa (tiếng Bồ Đào Nha: Patriarcado de Lisboa; tiếng Latinh: Patriarchatus Olisiponensis) là một tòa thượng phụ tổng giáo phận của Giáo hội Latinh trực thuộc Giáo hội Công giáo Rôma ở Lisboa, thủ đô của Bồ Đào Nha.
Ngai tòa giám mục của tòa thượng phụ được đặt tại Nhà thờ chính tòa Đức Bà Cả ở Lisboa. Tòa thượng phụ còn có ba Tiểu Vuơng cung thánh đường: Ở Lisboa có Vương cung thánh đường Đức Mẹ các Thánh tử đạo và Vương cung thánh đường Thánh Tâm Chúa Giêsu Estrela; còn ở Mafra có Vương cung thánh đường Đức Mẹ và Thánh Antôn; và hai tu viện Di sản thế giới: Tu viện Dòng Thánh Jérôme ở Lisboa, và Tu viện Đức Bà Maria thành Alcobaça, ở Alcobaça.